# Frasso Sabino
Frasso Sabino ist eine Gemeinde mit 754 Einwohnern (Stand 31. Dezember 2023) in der Provinz Rieti in der italienischen Region Latium.

## Geographie
Frasso Sabino liegt 56 km nordöstlich von Rom und 28 km südlich von Rieti in den Sabiner Bergen oberhalb des Tals des Farfa. Das Gemeindegebiet erstreckt sich über eine Höhe von 233 bis 470 m s.l.m.
Die Gemeinde befindet sich in der Erdbebenzone 2 (mittel gefährdet).
Zur Gemeinde gehören die Ortsteile Casali di Frasso, Immaginetta und der nördliche Teil von Osteria Nuova. Der südliche Teil gehört zu Poggio Moiano.
Die Nachbargemeinden sind Casaprota, Monteleone Sabino, Poggio Moiano, Poggio Nativo und Poggio San Lorenzo.

## Verkehr
Der Ortsteil Osteria Nuovo liegt an der Staatsstraße (strada statale) 4 Via Salaria (SS 4), die von Rom über Rieti an die Adriaküste führt.

## Geschichte
Seit 1055 im Besitz der Abtei Farfa ging der Ort an die Brancaleoni über, die sich mit den Savelli seit 1441 um den Besitz stritten. Im Jahre 1573 gelangte er durch eine Heirat an die Sforza Cesarini, die das den gesamten Ort dominierende Castello weiter verstärkten und die Bastionierung anlegten, die heute sichtbar ist. 

## Bevölkerungsentwicklung
| Jahr      | 1861 | 1881 | 1901 | 1921 | 1936 | 1951 | 1971 | 1991 | 2001 |
| --------- | ---- | ---- | ---- | ---- | ---- | ---- | ---- | ---- | ---- |
| Einwohner | 477  | 609  | 703  | 633  | 732  | 669  | 563  | 531  | 632  |

Quelle: ISTAT

## Politik
Quirino Bonaventura (Lista Civica: Fontana) wurde am 26. Mai 2019 zum Bürgermeister gewählt.

## Sehenswürdigkeiten
- Die Friedhofskirche San Pietro in Vincoli hat einen Freskenzyklus der Frührenaissance.
- Das beeindruckende Castello gehörte zuerst den Brancaleoni, danach den Savelli und schließlich seit 1573 den Sforza-Cesarini. Es ist gestaltet wie ein Borgo Fortificato und besitzt einen restaurierten Rundturm und ein Tor. Es erhebt sich auf einer abgeböschten Bastion.

## Einrichtungen
In Frasso steht das Observatorium Astronomico Comunale Virginio Cesarini. Dort wurde der Asteroid (34138) Frasso Sabino entdeckt.